# Eminența cruciformă
Eminența cruciformă (Eminentia cruciformis) este o eminența în formă de cruce ce se află pe fața endocraniană a solzului osului occipital formată lateral de șanțurile sinusurilor transverse (Sulcus sinus transversi), inferior de creasta occipitală internă (Crista occipitalis interna) și superior de șanțul sinusului sagital superior (Sulcus sinus sagittalis superioris), în centrul acestei eminențe se află protuberanța occipitală internă (Protuberantia occipitalis interna).